# Márton Vámos
Márton György Vámos (* 24. Juni 1992 in Budapest) ist ein ungarischer Wasserballspieler. Er war mit der Nationalmannschaft einmal Olympiadritter, zweimal Weltmeister und zweimal Weltmeisterschaftszweiter. Bei Europameisterschaften gewann er bis 2020 je eine Gold-, Silber- und Bronzemedaille.

## Karriere
Vámos begann bei KSI. Von 2010 bis 2013 spielte er bei Vasas Budapest, danach war er vier Jahre bei Szolnoki Vízilabda SC. 2017 wechselte er zu Ferencváros Budapest, 2022 ging er nach Griechenland. Zwischen 2012 und 2019 war er mehrfach ungarischer Meister.
Der 2,02 Meter große Vámos war mit der ungarischen Mannschaft 2011 Achter der Junioren-Weltmeisterschaft. Seinen Durchbruch in der ungarischen Nationalmannschaft erlebte Vámos 2013 bei der Weltmeisterschaft in Barcelona. Die ungarische Mannschaft belegte in ihrer Vorrundengruppe den zweiten Platz hinter der serbischen Mannschaft. Mit Siegen über Griechenland im Viertelfinale und über Kroatien im Halbfinale erreichten die Ungarn das Endspiel. Hier gewannen sie 8:7 gegen die Mannschaft Montenegros. Vámos erzielte im Turnier insgesamt zwölf Tore, davon drei im Halbfinale und eines im Finale. Im Jahr darauf bei der Europameisterschaft 2014 in Budapest gewannen die Ungarn ihre Vorrundengruppe vor den Serben, wobei der direkte Vergleich mit 8:6 für Ungarn endete. Nach einem 8:7-Halbfinalsieg über Italien trafen die Ungarn im Finale wieder auf die Serben und verloren mit 7:12. Vámos warf acht Turniertore, davon drei im Endspiel. 2015 bei der Weltmeisterschaft in Kasan unterlagen die Ungarn im Viertelfinale den Italienern und erreichten in den Platzierungsspielen den sechsten Platz. Vámos warf in der Vorrunde sechs Tore und traf danach nicht mehr. Anfang 2016 bei der Europameisterschaft in Belgrad besiegten die Ungarn im Viertelfinale die Kroaten und verloren im Halbfinale gegen die Montenegriner. Das Spiel um Bronze gewannen die Ungarn mit 13:10 gegen die Griechen. Beim olympischen Wasserballturnier 2016 in Rio de Janeiro gewannen die Ungarn ihre Vorrundengruppe vor den Griechen, verloren aber im Viertelfinale gegen die Montenegriner nach Fünfmeterschießen. In der Platzierungsrunde erreichten die Ungarn mit zwei Siegen den fünften Platz. Vámos erzielte insgesamt 14 Tore. Im Viertelfinale gegen Montenegro erzielte er drei Tore, verpasste aber seinen Wurf im Fünfmeterschießen.
Bei der Weltmeisterschaft 2017 in Budapest gewannen die Ungarn ihre Vorrundengruppe. Nach einem Viertelfinalsieg über Russland und einem Halbfinalsieg über die Griechen verloren die Ungarn im Finale mit 6:8 gegen die Kroaten. Vámos wurde zum MVP der Weltmeisterschaften ernannt und das Fachmagazin Swimming World zeichnete Márton Vámos als Wasserballspieler des Jahres aus. 2018 bei der Europameisterschaft in Barcelona belegten die Ungarn den achten Platz. Vámos erzielte zehn Turniertore. Im Jahr darauf bei der Weltmeisterschaft 2019 in Gwangju besiegten die Ungarn im Viertelfinale die Australier. Nach Niederlagen gegen Italien im Halbfinale und gegen die Kroaten im Spiel um den dritten Platz erreichten die Ungarn den vierten Platz. Anfang 2020 fand die Europameisterschaft in Budapest statt. Die Ungarn gewannen ihre Vorrundengruppe vor den Spaniern, wobei der direkte Vergleich mit 7:7 endete. Nach einem Sieg über die Russen im Viertelfinale gewannen die Ungarn im Halbfinale mit 10:8 gegen Montenegro. Im Finale trafen die Ungarn wieder auf die Spanier. Nach der Verlängerung stand es 9:9, im Fünfmeterschießen bezwangen die Ungarn ihre Gegner mit 5:4. Wegen der COVID-19-Pandemie fanden die Olympischen Spiele in Tokio erst 2021 statt. Nach einem dritten Platz in ihrer Vorrundengruppe besiegten die Ungarn im Viertelfinale die Kroaten mit 15:11. Im Halbfinale unterlagen sie den Griechen mit 6:9. Das Spiel um den dritten Platz entschieden die Ungarn mit einem 9:5 über die Spanier für sich. Im Jahr darauf fand die Weltmeisterschaft 2022 wieder in Budapest statt. Die Ungarn belegten den siebten Platz. Ein Jahr später gewannen die Ungarn bei der Weltmeisterschaft in Fukuoka den Titel durch einen Finalsieg nach Penaltyschießen gegen die griechische Mannschaft. Im Januar 2024 unterlagen die Ungarn den Italienern im Spiel um Bronze bei der Europameisterschaft in Eindhoven. Im Februar 2024 bei der Weltmeisterschaft in Doha erreichten die Ungarn den siebten Platz. Bei den Olympischen Spielen in Paris gewannen die Ungarn im Viertelfinale im Penaltyschießen gegen die Italiener. Das Halbfinale verloren die Ungarn mit 8:9 gegen die Kroaten. Im Spiel um Bronze stand es am Ende der regulären Spielzeit 8:8, im Penaltyschießen siegte das Team aus den Vereinigten Staaten. Vámos konnte im Halbfinale zwei Tore erzielen.
2025 bei der Weltmeisterschaft in Singapur besiegten die Ungarn im Viertelfinale die Kroaten mit 18:12 und im Halbfinale die Serben mit 19:18. Im Endspiel unterlagen sie den Spaniern mit 13:15.